# Philhygra grisea
Philhygra grisea är en skalbaggsart som först beskrevs av Thomson 1852.  Philhygra grisea ingår i släktet Philhygra, och familjen kortvingar. Arten är reproducerande i Sverige.